# Barracris petraea
Barracris petraea är en insektsart som beskrevs av Gurney, Strohecker och Helfer 1963. Barracris petraea ingår i släktet Barracris och familjen gräshoppor. Inga underarter finns listade i Catalogue of Life.